# EDARADD
EDARADD (англ. EDAR associated death domain) – білок, який кодується однойменним геном, розташованим у людей на короткому плечі 1-ї хромосоми.  Довжина поліпептидного ланцюга білка становить 215 амінокислот, а молекулярна маса — 24 802.
| 10         |  | 20         |  | 30         |  | 40         |  | 50         |
| ---------- |  | ---------- |  | ---------- |  | ---------- |  | ---------- |
| MGLRTTKQMG |  | RGTKAPGHQE |  | DHMVKEPVED |  | TDPSTLSFNM |  | SDKYPIQDTE |
| LPKAEECDTI |  | TLNCPRNSDM |  | KNQGEENGFP |  | DSTGDPLPEI |  | SKDNSCKENC |
| TCSSCLLRAP |  | TISDLLNDQD |  | LLDVIRIKLD |  | PCHPTVKNWR |  | NFASKWGMSY |
| DELCFLEQRP |  | QSPTLEFLLR |  | NSQRTVGQLM |  | ELCRLYHRAD |  | VEKVLRRWVD |
| EEWPKRERGD |  | PSRHF      |  |            |  |            |  |            |

A: Аланін

C: Цистеїн

D: Аспарагінова кислота

E: Глутамінова кислота

F: Фенілаланін

G: Гліцин

H: Гістидин

I: Ізолейцин

K: Лізин

L: Лейцин

M: Метіонін

N: Аспарагін

P: Пролін

Q: Глутамін

R: Аргінін

S: Серин

T: Треонін

V: Валін

W: Триптофан

Кодований геном білок за функцією належить до білків розвитку. 
Задіяний у таких біологічних процесах як диференціація, поліморфізм, альтернативний сплайсинг. 
Локалізований у цитоплазмі.